# Masaharu Anesaki
Masaharu Anesaki (Kyoto, 25 luglio 1873 – Tokyo, 23 luglio 1949) è stato uno scrittore giapponese.
Insegnante di storia delle religioni a Kyoto, si rese noto come seguace ed autore di opere su Nichiren.